# Exoprosopa masienensis
Exoprosopa masienensis är en tvåvingeart som beskrevs av Hesse 1950. Exoprosopa masienensis ingår i släktet Exoprosopa och familjen svävflugor. Inga underarter finns listade i Catalogue of Life.